# Чизу (Тотори)
Чизу (јап. 智頭町) је варош у Јапану у префектури Тотори. Према попису становништва из 2014. у вароши је живело 7.202 становника.

## Географија
У 2016. години варош има око 7.031 становника. Укупна површина је 224,61 km². Број становника је у сталном паду од 1970. године. Због овог пада, у марту 2012. године, варош затвара шест основних школа и отвара једну интегрисану школу. Постоји једна висока школа и један пољопривредно шумарска средња школа.
Главне привредне гране у овој општини је сеча дрва, дрвопрерада, туризам и производња пива.

## Становништво
Према подацима са пописа, у вароши је 2014. године живело 7.031 становника.